# Назарчук Арнольд Григорович
Арно́льд Григо́рович Назарчу́к (12 серпня 1932, с. Збаржівка, Погребищенський район, Вінницька область, Українська РСР, СРСР) — перший демократично обраний голова Київської міської ради народних депутатів (1990), інженер, організатор виробництва в галузі приладобудування.

## Біографія
Народився 12 серпня 1932 року в родині вчителя. Після закінчення в 1956 році Київського політехнічного інституту за спеціальністю «інформаційно-вимірювальна техніка» працював інженером-технологом, старшим інженером, начальником лабораторії, заступником головного конструктора заводів приладобудівної галузі (Єреван, Житомир, Черкаси).
У 1964–1968 роках працював на посаді головного інженера житомирського виробничого об'єднання «Електровимірювач».
У 1979–1986 роках працював у Москві керівником головного комітету (рос. главк) Міністерства приладобудування, засобів автоматизації і систем управління СРСР
З грудня 1986 до травня 1990 року — генеральний директор київського науково-виробничого об'єднання «Електронмаш».
На виборах 4 і 18 березня 1990 року по виборчому округу № 146 А. Г. Назарчук був обраний до Київської міської ради народних депутатів. В результаті п'ятираундових виборів 15 травня був обраний головою Київради. Його кандидатура була висунута представником блоку комуністів і безпартійних. Перемога А. Г. Назарчука (члена КПРС з 1960) була забезпечена завдяки компромісу між двома блоками: фракцією комуністів і безпартійних і фракцією «Демократичний блок» (Народний Рух України і його прихильники). Компроміс полягав у тому, що на посаду заступника голови міськради був обраний представник демократів О. М. Мосіюк.
Головування А. Г. Назарчука було недовгим. У часи надзвичайно гострого політичного протистояння 1990 року в країні і зокрема у Києві голові Київради, досвідченому господарнику, у якого не було достатнього політичного досвіду, не вдалось консолідувати Київраду, засідання якої часто не проводились через відсутність кворуму.
У липні 1990 року у першого демократично обраного голови Київради Арнольда Назарчука взяв інтерв'ю американський журналіст Девід С. Броудер (Washington Post Writers Group). Це інтерв'ю під назвою «Розчарування мера великого радянського міста» було опубліковане в багатьох закордонних виданнях.
Під час його головування у Київраді 24 липня 1990 року над мерією за рішенням сесії було піднято синьо-жовтий прапор, проте сам Арнольд Назарчук відповідного рішення не приймав. Він згадував «Йшла сесія, десь приблизно посередині цієї сесії мені стало зле. Так що рішення і приймав, і підписував не я. Мені не дуже подобався саме такий прапор, але те, що український прапор мав бути — не було сумнівів».
4 листопада 1990 року Арнольд Назарчук очолював делегацію Києва на Міжнародній асамблеї міст — посланців миру в Нью-Гейвені (штат Коннектикут, США), де серед іншого зустрівся з представниками української діаспори, з мером Нью-Гейвена і з президентом Єльського університету
31 жовтня 1990 року Арнольд Назарчук покинув посаду мера в знак протесту проти того, що комуністична фракція в Київраді провела закриту сесію виконкому, на якій санкціонувала парад 7 листопада на Хрещатику. Голова навіть не був проінформований про це засідання.
Своєю основною заслугою на посту голови Київради Арнольд Назарчук вважає рішення створити газету Київради «Хрещатик», яка була першим у тодішньому Радянському Союзі громадським виданням.
Після відставки з поста голови Київської міської ради працював у Київському політехнічному інституті.
У 1993 році очолював Фонд комунального майна Київради.

## Родина
Одружений, має двох синів.